# Halterofilismo nos Jogos Olímpicos de Verão de 2008 - Até 63 kg feminino
A competição da categoria até 63 kg feminino do halterofilismo nos Jogos Olímpicos de Verão de 2008 realizou-se no dia 12 de agosto de 2008 no Ginásio da Universidade Beihang.
Originalmente, a cazaque Irina Nekrassova obteve a medalha de prata, mas foi desclassificada em 17 de novembro de 2016 após a reanálise de seu exame antidoping acusar o uso da substância proibida estanozolol.
As medalhas foram realocadas pela Federação Internacional de Halterofilismo.

## Recordes
Antes desta competição, os recordes mundiais e olímpicos da prova eram os seguintes:
| Recorde mundial  | Arranque  | THA Pawina Thongsuk  | 116 kg   | Doha, Qatar           | 12/nov/05 |
| Recorde mundial  | Arremesso | THA Pawina Thongsuk  | 142 kg   | Doha, Qatar           | 4/dez/06  |
| Recorde mundial  | Total     | CHN Liu Haixia       | 257 kg   | Chiang Mai, Tailândia | 23/set/07 |
| Recorde olímpico | Arranque  | BLR Hanna Batsiushka | 115 kg   | Atenas, Grécia        | 18/ago/04 |
| Recorde olímpico | Arremesso | UKR Natalia Skakun   | 135 kg   | Atenas, Grécia        | 18/ago/04 |
| Recorde olímpico | Total     | CHN Chen Xiaomin     | 242,5 kg | Sydney, Austrália     | 19/set/00 |

## Medalhistas
| Ouro   | PRK Pak Hyon-suk     |
| Prata  | TPE Lu Ying-chi      |
| Bronze | CAN Christine Girard |

## Resultados
| Pos.              | Nome                        | Grupo | Peso  | Arranque (kg) | Arranque (kg) | Arranque (kg) | Arranque (kg) | Arremesso (kg) | Arremesso (kg) | Arremesso (kg) | Arremesso (kg) | Total (kg) |
| Pos.              | Nome                        | Grupo | Peso  | 1             | 2             | 3             | Res.          | 1              | 2              | 3              | Res.           | Total (kg) |
| ----------------- | --------------------------- | ----- | ----- | ------------- | ------------- | ------------- | ------------- | -------------- | -------------- | -------------- | -------------- | ---------- |
| Medalha de ouro   | PRK Pak Hyon-suk            | A     | 61,80 | 102           | 106           | 108           | 106           | 135            | 135            | 135            | 135            | 241        |
| Medalha de prata  | TPE Lu Ying-chi             | A     | 62,46 | 98            | 102           | 104           | 104           | 127            | 130            | 130            | 127            | 231        |
| Medalha de bronze | CAN Christine Girard        | A     | 62,44 | 96            | 99            | 102           | 102           | 126            | 130            | 130            | 126            | 228        |
| 4                 | VIE Nguyễn Thị Thiết        | A     | 62,49 | 98            | 100           | 102           | 100           | 120            | 125            | 127            | 125            | 225        |
| 5                 | KOR Kim Soo-kyung           | A     | 62,74 | 98            | 102           | 103           | 98            | 127            | 134            | 134            | 127            | 225        |
| 6                 | NOR Ruth Kasirye            | A     | 62,62 | 99            | 103           | 105           | 103           | 121            | 125            | 125            | 121            | 224        |
| 7                 | MEX Luz Acosta              | B     | 62,84 | 100           | 103           | 103           | 103           | 120            | 126            | 126            | 120            | 223        |
| 8                 | COL Mercedes Pérez          | A     | 62,48 | 93            | 97            | 100           | 97            | 120            | 126            | 126            | 120            | 217        |
| 9                 | MGL Namkhaidorjiin Bayarmaa | B     | 62,50 | 90            | 95            | 95            | 90            | 118            | 121            | 123            | 123            | 213        |
| 10                | POL Dominika Misterska      | B     | 62,60 | 92            | 94            | 95            | 94            | 115            | 117            | 117            | 117            | 211        |
| 11                | USA Natalie Woolfolk        | B     | 62,72 | 93            | 97            | 101           | 97            | 107            | 111            | 114            | 114            | 211        |
| 12                | VEN Solenny Villasmil       | B     | 62,60 | 90            | 95            | 95            | 90            | 115            | 115            | 115            | 115            | 205        |
| 13                | USA Carissa Gump            | B     | 62,20 | 85            | 85            | 88            | 88            | 116            | 116            | 121            | 116            | 204        |
| 14                | GBR Michaela Breeze         | B     | 61,55 | 80            | 85            | –             | 85            | 80             | 90             | 100            | 100            | 185        |
| 15                | TUN Hanene Ourfelli         | B     | 62,38 | 80            | 85            | 85            | 80            | 95             | 100            | 100            | 95             | 175        |
| 16                | BOL María Teresa Monasterio | B     | 62,96 | 60            | 63            | 65            | 63            | 75             | 78             | 80             | 78             | 141        |
| –                 | ALG Leila Lassouani         | B     | 62,28 | 77            | 85            | 90            | 85            | 110            | 110            | 110            | –              | DNF        |
| –                 | RUS Svetlana Tsarukaeva     | A     | 62,12 | 107           | 107           | 107           | –             | –              | –              | –              | –              | DNF        |
| DSQ               | KAZ Irina Nekrassova        | A     | 62,86 | 105           | 110           | 112           | 110           | 130            | 135            | 135            | 130            | 240        |
| DSQ               | KAZ Maia Maneza             | A     | 62,12 | –             | –             | –             | –             | –              | –              | –              | –              | DNS        |

- DNF: não completou a prova
- DNS: não iniciou a prova